# إليزابيث آيكهورن
إليزابيث آيكهورن (بالإسبانية: Elizabeth Eichhorn)‏ هي نحّاتة ورسامة أرجنتينية، ولدت في 1957 في جونين، مقاطعة بوينس آيرس في الأرجنتين.

## حياتها
إليزابيث إيشهورن (مواليد 1957، جونين، مقاطعة بوينس آيرس) 
هي نحاتة ورسامة أرجنتينية. تعيش في مار ديل بلاتا منذ سن مبكرة. إيشهورن هو سليل ألمان الفولغا؛ كان أجدادها، فيلهلم وإليزابيث إيشهورن هيربل، جزءًا من أقدم مستعمرة wolgadeutschen في البلاد. هي ابنة وليام إيشهورن وماري إستر ليرينا. 

## أعمالها
تصور أعمالها البشر بأشكال وتعابير مختلفة، وتتعامل مع العادات والرسائل العرقية والاجتماعية. 
الجغرافيا البشرية هي مصدر إلهام لا ينضب لأعمالها الجديدة. وشملت المواضيع الأمومة، والأطفال، والشخصيات العرقية، ورموز عن المستقبل، واستغلال الأطفال، والفصول، والشيخوخة والقضايا التاريخية. [بحاجة لمصدر]
هي أيضاً أستاذة الفنون البصرية (1976) وفني الخزف (1973)، وتخرجت في مدينة مار ديل بلاتا. أكملت العديد من الدورات التدريبية الفنية والتدريسية في الداخل والخارج، وإسبانيا وإيطاليا واليونان وألمانيا وبلجيكا والبرازيل وأوروغواي في 1980 و 1982 و 1997 و 1998 و 2001.
حصلت على العديد من الدورات والندوات في فنون وعلوم التربية. وشاركت في الاجتماعات الإقليمية والوطنية لرسامي الجداريات Marplatenses، وتلقي التكريم.
شاركت في العديد من معارض الخزف والرسم والنحت في المدينة والداخل، بما في ذلك «بانوراماس دي آرتي ماربلاتينسي» الذي نظمه متحف الفن «خوان كارلوس كاستانيينو» في مار ديل بلاتا، كاسا دي مونيدا، بوينس آيرس، سالن دي توكومن، إلخ.
أنشأت ورشة عمل "Ferrino" الفنية وورشة عمل Caracol للفنون للأطفال، والتي تديرها منذ إنشائها.
مبتكرة «خطة النحت التربوي 2000 للمكفوفين والحائلين».
نظمت العديد من المعارض الفردية والجماعية للنحت والرسم.
تمتلك أعمالاً في المواقع العامة منها:
- جدارية مارتن فييرو الفسيفسائية، مدرسة جوس هيرنانديز، مار ديل بلاتا.
- نصب تذكاري لبلجرانو، لا باندا، سانتياغو ديل استيرو.
- كان جيس محتضنًا على مذبح يحمل نفس الاسم في كنيسة سان بينيديتو مارتير، مار ديل بلاتا. وفي المجموعات الخاصة.
- نصب تذكاري لغرال. فرانسيسكو بانتشو رامريز في مار ديل بلاتا.
- نصب تذكاري لدييغو أ. مارادونا، متحف بوكا، بوينس آيرس.
- نصب تذكاري لألبانو هونوريس، أفينيدا 9، ميرامار.
- نصب تذكاري لألبرتو أولميدو، ساحل مار ديل بلاتا.
- نصب تذكاري لفيكتور هوغو مارود، ساحل مار ديل بلاتا.[1]